# Observatoire de Yebes
L'observatoire de Yebes (espagnol : Centro Astronómico de Yebes; en abrégé CAY) est un observatoire astronomique situé à Yebes, Castilla-La Mancha, Espagne.
C'est la principale installation scientifique et technique de l'Institut géographique national d'Espagne.
Les installations comprennent deux radiotélescopes, une tour solaire, un astrographe et un gravimètre. Le télescope le plus puissant est le télescope RT40, de 40 mètres de amplitud.